# Anguille et Rouget
Anguille et Rouget est une peinture à l'huile sur toile réalisée par le peintre Français Édouard Manet en 1864, signée en bas à gauche « Manet ». Elle est actuellement conservée au Musée d'Orsay à Paris.  

## Analyse
Les tableaux « silencieux » que peint Manet en 1864-1867, dont ses principales compositions religieuses et profanes, constituent une rencontre avec la mort, sa menace ou sa réalisation. Anguille et Rouget n'est pas une « table servie », un étal de poissonnier ou bien encore un coin de cuisine ; la scène se situe dans un espace indécis, plus fictionnel que réaliste, dans une lumière incertaine.
L'œuvre présente des accents nordiques et comporte la touche de rose typique du peintre. À l'anguille en lame, que la mort a figée, répond le couteau de cuisine, de biais comme la perspective.
Le tableau a été rapproché des Poissons (Art Institute of Chicago) peints à Boulogne-sur-Mer durant l'été 1864, et exposés en février 1865 aux côtés du Torero mort (National Gallery of Art), tout aussi cendré et décentré, et dominé par le noir absolu qui fascina Matisse.

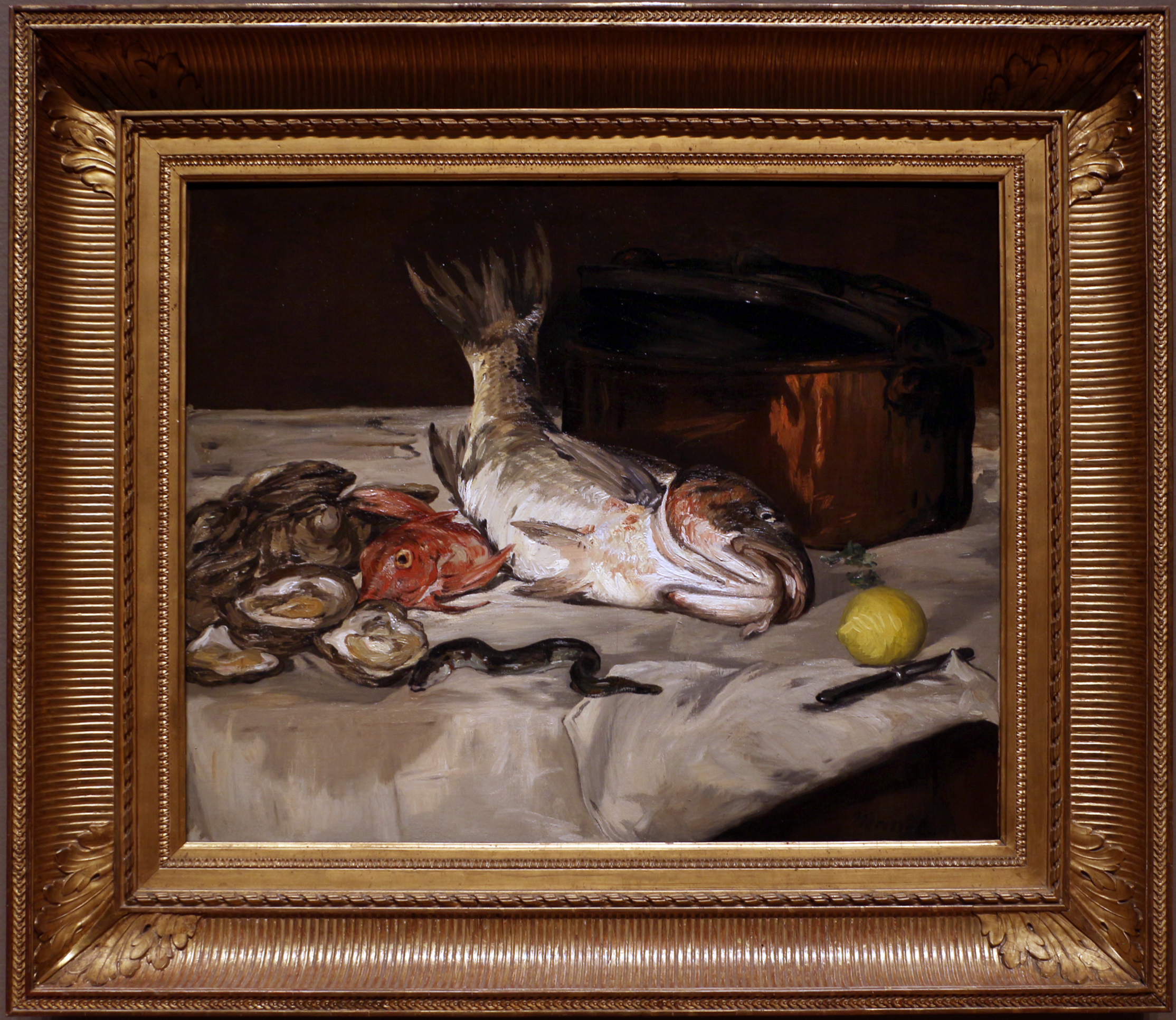
Poissons, 1864.
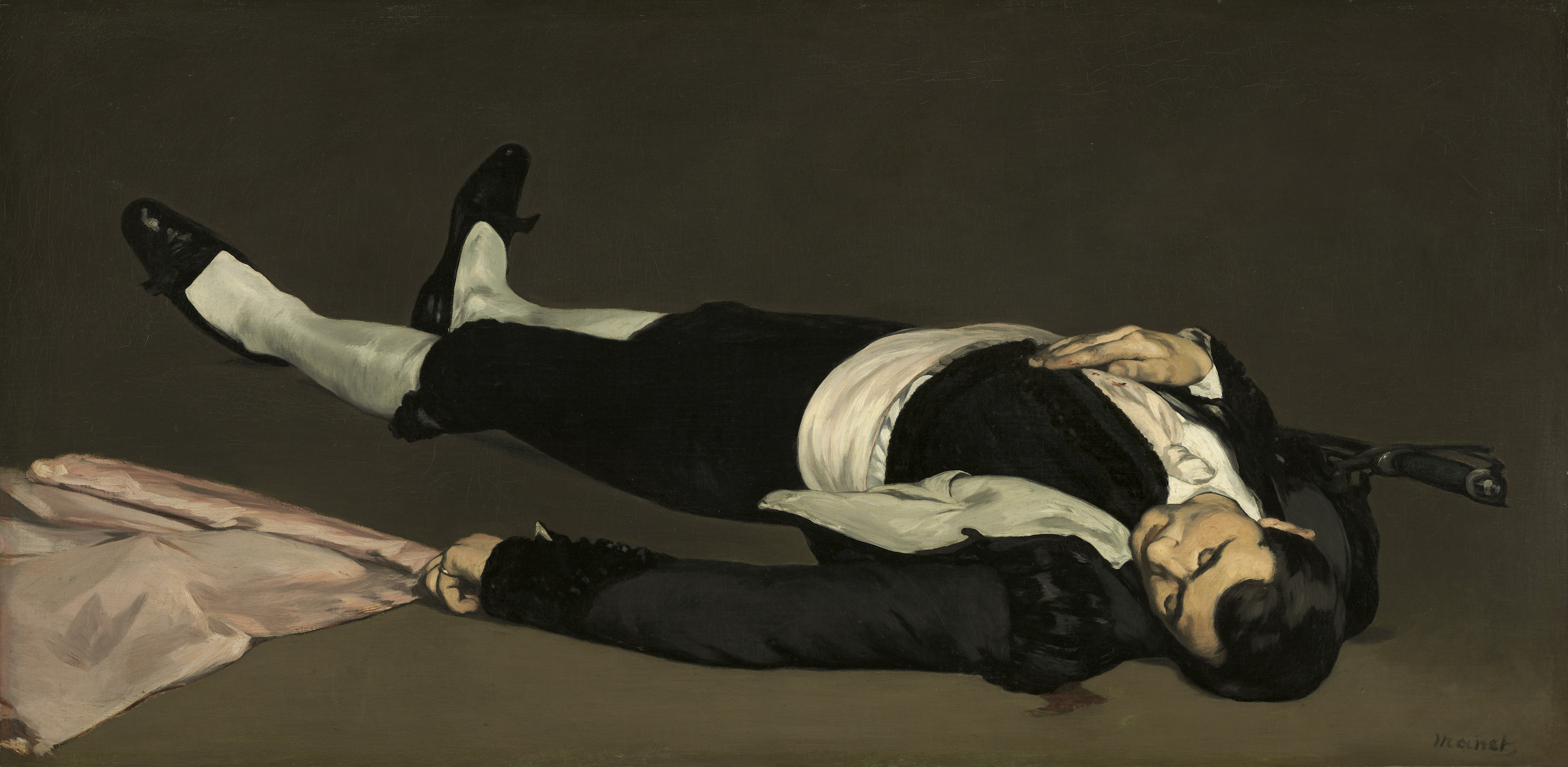
Torero mort

## Exposition
Le tableau est exposé dans le cadre de l'exposition Les Choses. Une histoire de la nature morte au musée du Louvre du 12 octobre 2022 au 23 janvier 2023, parmi les œuvres de l'espace nommé « La vie simple ».